# 天地传说之宝莲灯
《天地传说之宝莲灯》，2001年在台灣播出的古装神话电视剧。由蔡晶盛、郑基成导演，林志颖、郭晋安、于莉、沈傲君等主演。同时也是2000年播出的《天地传说之鱼美人》的姐妹剧。
中国大陆由长沙电视台、四川福缘影视文化发展有限公司、北京福缘四海影视文化艺术有限公司、中国文联音像出版社联合引进发行。引进版的片头题字为《天地情缘宝莲灯》。

## 剧情
该剧改编自民间神话戏剧作品《宝莲灯》。讲述在二十二年前，三圣母窃取了拥有穿越时空、改变命运的宝莲灯逃出天宫，打算前往凡间寻求真爱，因此触犯了天规。王母娘娘得知此事后，派遣二郎神将三圣母抓回天宫。三圣母在和二郎神的打斗过程中不慎失手将宝莲灯给坠落到了凡间。因此，三圣母被天庭重罚，永生囚禁在华山之中。沉香长大后，得知了母亲三圣母与宝莲灯的事，他打算找到宝莲灯，并试图利用宝莲灯的神力穿越时空回到过去，改变母亲的命运。

## 演出
| 演员   | 角色     | 配音   |
| 林志穎 | 沉香     | 何志威 |
| 于莉   | 三娘     | 呂佩玉 |
| 郭晉安 | 劉彥昌   | 宋克軍 |
| 沈傲君 | 踏雪     | 劉小芸 |
| 徐錦江 | 田藟     | 孫中台 |
| 何嘉文 | 田蕊     | 劉香君 |
| 陳明真 | 飄飄     | 陳美貞 |
| 樓學賢 | 二郎神   | 孫中台 |
| 戴春榮 | 王母娘娘 | 陳美貞 |
| 王海輪 | 蝙蝠妖   | 符爽   |

## 主题歌
片头曲
《不熄的灯》
作曲：陈志远、作词：邬裕康、主唱：林志颖
片尾曲
《心火》
作曲：小柯、填词：李小龙、主唱：郭晋安